# 1949–1950-es magyar gyeplabdabajnokság
Az 1949–1950-es magyar gyeplabdabajnokság a huszadik gyeplabdabajnokság volt. A bajnokságban kilenc csapat indult el, a csapatok két kört játszottak.
Az MTK új neve Textiles SE lett.
A Ferencvárosi TC új neve ÉDOSZ SE lett.

## Tabella
| #  | Csapat                      | M  | Gy | D | V  | G+ | G- | P  |
| -- | --------------------------- | -- | -- | - | -- | -- | -- | -- |
| 1. | Textiles SE                 | 16 | 12 | 3 | 1  | 35 | 3  | 27 |
| 2. | Meteor MALLERD              | 16 | 12 | 3 | 1  | 43 | 6  | 27 |
| 3. | Meteor Háztartási Bolt Pest | 16 | 11 | 2 | 3  | 38 | 11 | 24 |
| 4. | ÉDOSZ SE                    | 16 | 10 | 2 | 4  | 27 | 9  | 22 |
| 5. | Textiles SE II.             | 16 | 7  | 2 | 7  | 5  | 43 | 16 |
| 6. | Erdőközpont                 | 16 | 4  | 3 | 9  | 5  | 43 | 11 |
| 7. | ÉDOSZ SE II.                | 16 | 3  | 1 | 12 | 7  | 22 | 7  |
| 8. | Kőbányai Lombik             | 16 | 1  | 2 | 13 | 4  | 24 | 4  |
| 9. | Meteor Háztartási Bolt Buda | 16 | 1  | 2 | 13 | 1  | 25 | 4  |

* M: Mérkőzés Gy: Győzelem D: Döntetlen V: Vereség G+: Ütött gól G-: Kapott gól P: Pont